# ドラゴンボールZ W爆烈IMPACT
『ドラゴンボールZ W爆烈IMPACT』（ドラゴンボールゼット ダブルばくれつインパクト）は、バンダイより発売されているトレーディングカードを使用するアーケードゲーム『データカードダス』の1つ。『データカードダス ドラゴンボールZシリーズ』の4作目である。
2008年5月から稼働開始し、2009年6月に稼働開始した続編の『DRAGONBALL改 DRAGON BATTLERS』の登場によって稼働終了した。

## 新キャラクター
本作で追加されたキャラクター。
- 餃子
- 人造人間19号
- グレートサイヤマン2号
- パン
- スーパーウーブ
- 四星龍
- 三星龍
- アラレちゃん
- オボッチャマン君

## モード解説
ひとりで遊ぶ
以下の3モードがある。
Zアドベンチャーモード
『ドラゴンボール』の世界を駆け巡り、さまざまなキャラクターと出会いバトルする。そして最後は読み込んだプレイヤーカードに沿ったキャラクターとバトルする（全3戦）。
Z爆裂武道会モード
1回戦目にバトルで勝利したら2回戦目は、カードを変えることができる。相手はランダムで決まる（全2戦）。
ふたりで遊ぶ
ふたりで勝負する。
カードを買う
ゲームをしないで、カードを買う。

## 機能
爆裂ジャンケンフェイズ
どちらが攻撃権を取るか決める。
爆裂ルーレットフェイズ
攻撃権を取ったプレイヤーの技レベルを決める。ガード側もうまく決めるとダメージ軽減が可能。
W爆裂必殺技
カードの組み合わせによって発動。

## 大会
- W爆裂インパクト スプリングカップ

## キャンペーン
- マクドナルド ハッピーセット
- 第4弾 第5弾連続キャンペーン
- W爆裂インパクト・第5弾キャンペーン

## 関連商品
- W爆裂インパクト オフィシャルバインダー
- パケットファイルダス DBZダブル爆裂インパクト
- W爆裂インパクト オフィシャルバインダー2
- W爆裂インパクト 「W爆裂究極爆発ボックス」